# Антипов Юрій Євгенович
Юрій Євгенович Антипов (15 грудня 1929 — 13 липня 2013, Москва
), багато років був куратором ОГАС як заступник голови Військово-промислової комісії Ради Міністрів СРСР (ВПК РМ СРСР). Заступник Голови Ради з інформатизації Верховної Ради СРСР.
Ленінська премія, Державна премія СРСР,
Державна премія України в галузі науки і техніки.
Премія НАН України імені В. М. Глушкова (1988).
Фахівець у галузі створення інтегрованих по життєвому циклу АСУ підприємств, галузями і комплексами.
Почесний член Російської інженерної академії.
Доктор технічних наук.
У 1984 році кандидатура Ю. Є. Антипова висувалася в члени-кореспонденти АН СРСР.
Був професором кафедри інформатики Сучасної гуманітарної академії.
Один з авторів енциклопедії «Военно-промышленный комплекс». Входив до редради радянського журналу «Микропроцессорные средства и системы».
Спортсмен (альпінізм).
Майстер спорту (26.11.1956).
Выступав за «Буревісник» (Москва).
3-й призер чемпіонату СРСР (1957) в класі висотних сходжень.
Похований на Троєкурівському кладовищі в Москві.